# Welcome to Poppy's
Welcome to Poppy's è il quarto album in studio del gruppo musicale statunitense Fun Lovin' Criminals, pubblicato il 9 settembre 2003.

## Tracce
1. Too Hot – 3:16
2. Stray Bullet – 2:47
3. Living on the Streets – 3:45
4. Lost It All – 3:01
5. Friday Night – 4:18
6. You Got a Problem – 2:56
7. Running for Cover – 4:21
8. Take Me Back – 3:32
9. What Had Happened? – 4:27
10. Got Our Love – 4:02
11. This Sick World – 4:10
12. Steak Knife – 3:31
13. Beautiful – 4:28
14. Baby – 3:20
15. You Just Can't Have It All – 2:44